# Наблус
Наблус (арап. نابلس; хебр. שכם; грч. Νεάπολις) је град у Палестини, на северу Западне обале реке Јордана, отприлике 49 km северно од Јерусалима, (отприлике 63 km путем), са популацијом од 126.132. Смештен између Брда Ебал и Брда Геризим, административно је средиште гувернатуре Наблус и палестински комерцијални и културни центар, седиште Националног универзитета Ан Наџах, једне од највећих палестинских високошколских институција, и Палестинске берзе.

## Историја
Град је римски цар Веспазијан 72. године нове ере назвао „Флавиа Неаполис”. Током владавине Византијског царства, сукоб између градских хришћана и Самарићана достигао је врхунац у низу Самарићанских устанака. Након гушења устанка 529. број Самарићана у граду се драстично смањио. Освајањем муслимана у 7. веку, град је добио данашње арапско име Наблус. Крсташи су 1099. освојили град под командом Танкреда Галилејског и преименовали га у Напуљ. Наблус је постао део Јерусалимског краљевства. Муслиманско, оријентално православно и самарићанско становништво остало је у граду и у коме су им се придружили неки крсташи који су се ту настанили. Године 1120. крсташи су сазвали „Наблуски сабор” на ком су донети први писани закони краљевства. Самарићанску синагогу претворили су у цркву. Град је 1187. пао под власт Ајубида, а касније и мамлучког султаната. Под Османлијама, који су град освојили 1517. године, Наблус је служио као административни и трговачки центар околног подручја, које одговара данашњој северној Западној обали.
Након што су британске снаге заузеле град током Првог светског рата, Наблус је инкорпориран у Британски мандат над Палестином 1922. После Арапско-израелског рата 1948., био је под јорданском влашћу заједно са остатком Западне обале. Израел је заузео Наблус од 1967. у Шестодневном рату, а од 1995. године њиме управља Палестинска управа. Данас је становништво претежно муслиманско, са малим хришћанским и самарићанским мањинама.